# 横浜港郵便局
横浜港郵便局（よこはまみなとゆうびんきょく）は、神奈川県横浜市中区にある郵便局。民営化前の分類では集配普通郵便局であった。

## 概要
住所：〒231-8799 神奈川県横浜市中区日本大通5-3

### 併設施設
- ゆうちょ銀行横浜港店（さいたま支店横浜港出張所）：取扱店番号020010
- かんぽ生命保険横浜支店 -  神奈川県、山梨県にある直営店を受け持つ統括支店である。

### 分室
分室はなし。以下はかつて存在した分室である。
- 横浜駅分室 - 1916年（大正5年）に廃止。

## 沿革
- 1871年
  - 4月20日（明治4年3月1日） - 日本の近代郵便制度の創設とともに、横浜郵便取扱所として開設[1]。
  - 9月9日（明治4年7月15日） - 横浜郵便役所となる[1]。
- 1875年（明治8年）
  - 1月1日 - 横浜郵便局（一等）となる。翌日より為替取扱を開始[1]。
  - 5月2日 - 貯金取扱を開始[1]。
- 1885年（明治18年） - 電信取扱を開始[1]。
- 1887年（明治20年）5月16日 - 横浜郵便電信局となる[1]。
- 1903年（明治36年）4月1日 - 通信官署官制の施行に伴い横浜郵便局となる[1]。
- 1916年（大正5年）4月10日 - この日限りで横浜駅分室を廃止する[2]。
- 1955年（昭和30年）8月21日 - 電話通話事務の取扱を開始[3]。
- 1958年（昭和33年）2月1日 - 和文電報受付事務の取扱を開始。
- 1967年（昭和42年）7月1日 - 横浜港郵便局（よこはまこうゆうびんきょく）に改称。
- 1989年（平成元年）4月1日 - 読みを「よこはまみなとゆうびんきょく」に変更。
- 1992年（平成4年）8月3日 - 外国通貨の両替および旅行小切手の売買に関する業務取扱を開始。
- 1999年（平成11年）11月1日 - 国際郵便交換局業務を、同日開局した川崎港郵便局へ移管。
- 2007年（平成19年）10月1日 - 民営化に伴い、併設された郵便事業横浜港支店、ゆうちょ銀行横浜港店、かんぽ生命保険横浜支店に一部業務を移管。
- 2012年（平成24年）10月1日 - 日本郵便株式会社発足に伴い、郵便事業横浜港支店を横浜港郵便局に統合。
- 2016年（平成28年）6月13日 - ゆうゆう窓口の24時間営業を廃止。

## 外国郵便発祥の地

「外国郵便創業の局」の碑

1875年（明治8年）に外国郵便を日本で初めて開始したところとされており、「外国郵便創業の局」の記念碑が建っている。

## 取扱内容

### 横浜港郵便局
- 郵便、印紙、ゆうパック、内容証明
- 生命保険、バイク自賠責保険
- 地方公共団体事務（横浜市営バス・電車利用券等の交付）
- 「231-00xx」「231-08xx」区域（横浜市中区の全域）の集配業務
- ゆうゆう窓口

### ゆうちょ銀行横浜港店
- 貯金、貸付、為替、振替、振込、国際送金、国債、投資信託、変額年金保険
- ATM

### かんぽ生命保険横浜支店
- 個人向け窓口業務は、郵便局が代理店として行う。

## 風景印
- 形は氷川丸を正面から見た船形の変形印である。
- 図案は『マリンタワー』・『ベイブリッジ』・『船』
- 使用開始日は1990年（平成2年）7月15日

### 過去の風景印
- 1976年（昭和51年）4月28日 - 1990年（平成2年）7月14日
  - 図案は『横浜港』・『船舶』・『郵便旗』

## 周辺
- 神奈川県庁
- 神奈川県警察本部、横浜水上警察署
- 日本銀行横浜支店
- 横浜市中区役所
- 横浜スタジアム
- 横浜開港資料館
- シルクセンター
- 山下公園

## アクセス
- みなとみらい線 日本大通り駅から徒歩約3分
- 横浜市営バス、神奈中バス 日本大通り駅県庁前停留所下車
- 首都高横羽線 横浜公園出入口から北へ約600m
- 駐車場あり：4台 (日本大通りが歩行者天国の時間帯は利用不可)